# Trinitatiskirche Gablenz

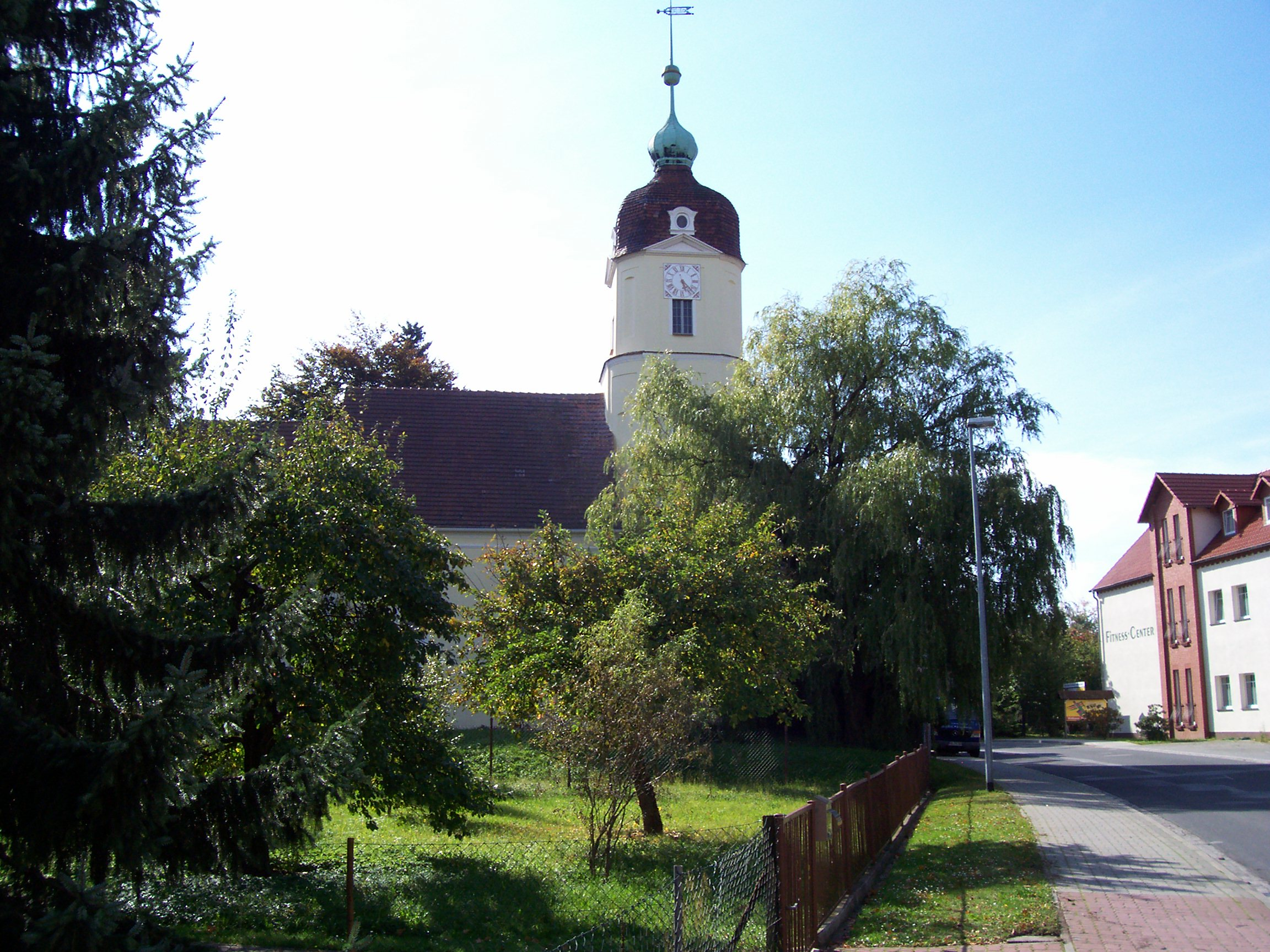
Trinitatiskirche Gablenz (2007)

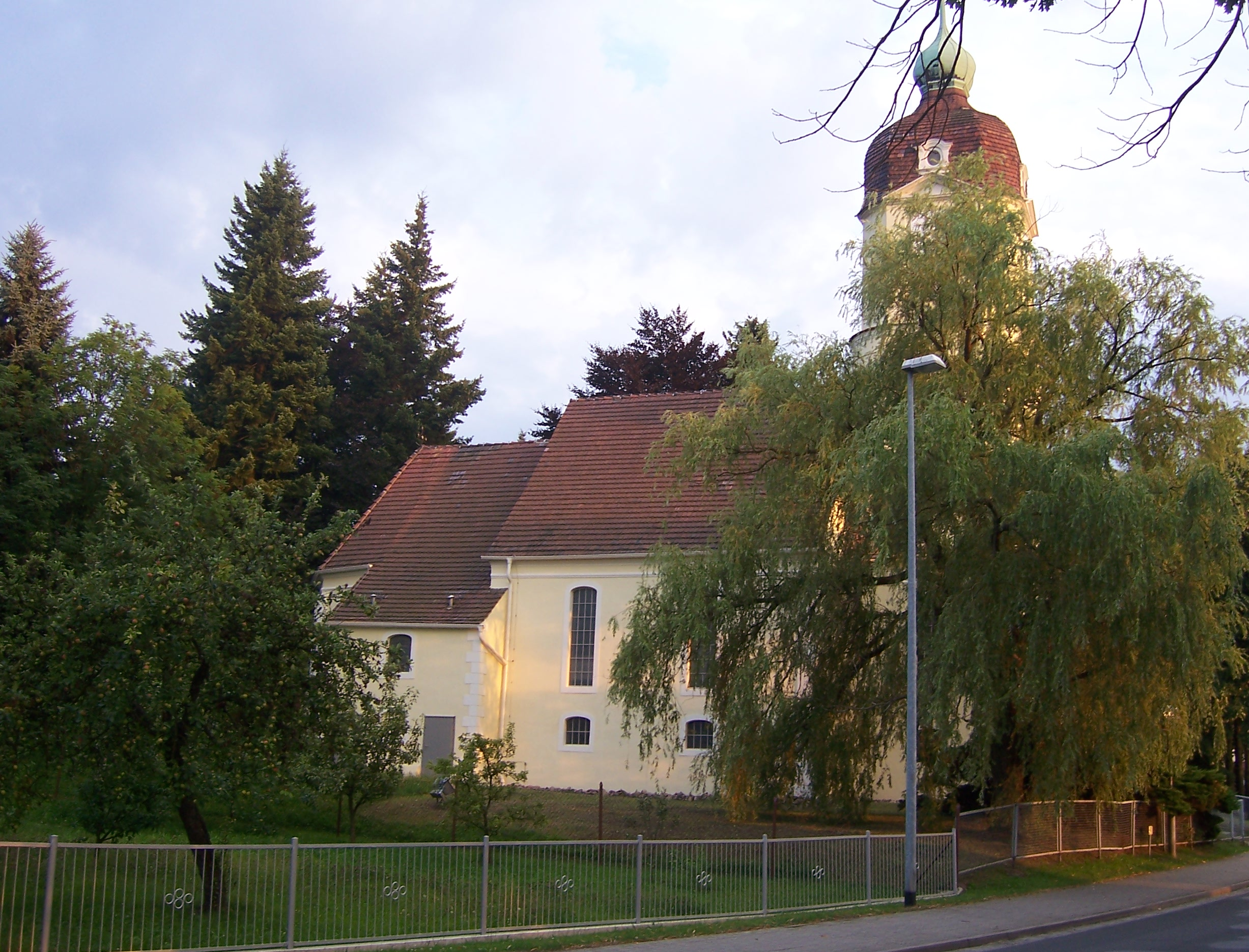
Ansicht des Kirchenschiffs (2008)

Die Trinitatiskirche Gablenz ist das Kirchengebäude in dem Dorf Gablenz im Landkreis Görlitz in Sachsen. Es gehört der Kirchengemeinde Gablenz im Kirchenkreis Schlesische Oberlausitz, der Teil der Evangelischen Kirche Berlin-Brandenburg-schlesische Oberlausitz ist. Die Kirche ist ortsgeschichtlich bedeutsam und steht daher unter Denkmalschutz.

## Architektur und Geschichte
Die kleine Saalkirche wurde etwa 1530 zunächst im Stil der Spätgotik gebaut, nachdem eine vorher an gleicher Stelle vorhandene Kirche abgebrannt war. Die Gablenzer Kirche ist verputzt und hat einen Fünfachtelschluss, wobei in zwei Feldern die Fenster durch Blenden angedeutet sind. Die großen Schiffsfenster sind mit Stichbogen abgeschlossen. Der quadratische Westturm hat ein oktogonales Glockengeschoss und darauf eine doppelte Schweifhaube mit Turmkugel und Wetterfahne. Der Innenraum der Kirche ist flach gedeckt und verputzt. An der Nord-, Süd- und Westseite befinden sich Emporen, die Westempore ist zweigeschossig.
Nachdem bereits im Jahr 1717 der baufällige Turm erneuert werden musste, wurde die Kirche aufgrund von baulichen Mängeln in den 1750er Jahren größtenteils abgerissen und zwischen 1757 und 1759 unter Alexander von Callenberg als spätbarockes Bauwerk neu aufgebaut. Aus dieser Zeit stammen einige barocke Anbauten an der Kirche. Im Jahr 1888 wurde die Gablenzer Kirche erstmals saniert; der Chor wurde im Zuge dessen mit zwei bemalten Fenstern versehen, die die Kreuzigung und Auferstehung Jesu darstellen. Eine weitere Renovierung erfolgte 1972. Am 29. August 2009 wurde die Kirche nach einer Turmsanierung der Heiligen Dreifaltigkeit geweiht. Im Jahr 2019 erfolgte eine erneute Instandsetzung des Turms, bei der dessen morsches Tragwerk erneuert und der Helm neu eingedeckt wurde. In einem zweiten Bauabschnitt soll ab 2021 das Kirchenschiff saniert werden.

## Ausstattung
In der Kirche steht ein schlichter hölzerner Kanzelaltar mit einem bauchigen Kanzelkorb. Die Orgel wurde 1899 von Julius Röhle aus Leschwitz gebaut.

## Kirchengemeinde
Zur Kirchengemeinde Gablenz gehören heute neben Gablenz noch der Ortsteil Kromlau sowie die in Brandenburg liegenden Orte Jämlitz, Klein Düben und Zschorno. Die erst 1953 erbaute Jämlitzer Michaeliskirche ist eine Filialkirche von Gablenz. Als Arnošt Muka die Kirchengemeinde in den 1880er Jahren besuchte, sprachen von deren 1484 Einwohnern 1250 im Alltag Sorbisch, von den deutschsprachigen Einwohnern lebten fast alle in der Arbeitersiedlung Jämlitz-Hütte. Bis zum Tod des Pfarrers Alwin Konik im Jahr 1876 wurde in Gablenz sowohl auf Deutsch als auch auf Sorbisch gepredigt. Danach hatte die Kirchengemeinde einen deutschen Pfarrer, der Gablenz aufgrund fehlender Sprachkenntnisse wieder verließ. 1884 fand wieder ein sorbischsprachiger Gottesdienst statt.
Die Kirchengemeinde Gablenz gehörte bis 1945 zur Evangelischen Landeskirche der älteren Provinzen Preußens und nach deren Zerfall zur Evangelischen Kirche in Schlesien (später umbenannt in Evangelische Kirche der schlesischen Oberlausitz). Diese ging am 1. Januar 2004 in der Evangelischen Kirche Berlin-Brandenburg-schlesische Oberlausitz auf. Am 1. Januar 2014 fusionierte der Kirchenkreis Niederschlesische Oberlausitz, zu der die Kirchengemeinde Gablenz bis dahin gehört hatte, mit dem Kirchenkreis Hoyerswerda zum Kirchenkreis Schlesische Oberlausitz. Die Kirchengemeinde Gablenz ist mit der Kirchengemeinde Bad Muskau zu einem Pfarramt verbunden.